# Misionar
Misionarul este un creștin care era considerat trimis al Domnului pentru a răspândi învățăturile din Biblie. Termenul se trage din latină missio - trimitere, această acțiune fiind sprijinită de biserică pentru a converti și a-i aduce pe „calea cea bună” pe așa numiții „necredincioși”. De asemenea termenul de misionar se folosește și în alte religii .